# Ait Sedrate Sahl El Gharbia
Ait Sedrate Sahl El Gharbia (àrab آيت سدرات السهل الغربية) és una comuna rural de la província de Tinghir de la regió de Drâa-Tafilalet. Segons el cens de 2014 tenia una població total de 17.392 persones.